# Łukasz Maciejewski (krytyk filmowy)
Łukasz Maciejewski (ur. 13 marca 1976 w Tarnowie) – krytyk filmowy i teatralny, dziennikarz, filmoznawca, wykładowca akademicki, autor książek, kurator i dyrektor festiwali.

## Życiorys
Ukończył I Liceum Ogólnokształcące im. Kazimierza Brodzińskiego w Tarnowie oraz studia w zakresie filmoznawstwa w Instytucie Sztuk Audiowizualnych Uniwersytetu Jagiellońskiego.
Od 2013 jest wykładowcą na Wydziale Aktorskim Państwowej Wyższej Szkoły Filmowej, Telewizyjnej i Teatralnej im. Leona Schillera w Łodzi (za działalność pedagogiczną pięciokrotnie wyróżniony Nagrodą Rektora I stopnia w latach 2015, 2016, 2018, 2019, 2024), wykładowca gościnny Kursu Reżyserskiego Speakers Avenue (od 2020) oraz w Szkole Młodej Krytyki (2023). W latach 2013–2014 był wykładowcą w Szkole Kina w Collegium Civitas w Warszawie, w latach 2016–2018 wykładowcą dziennikarstwa na SWPS Uniwersytecie Humanistycznospołecznym.
Jest moderatorem i współorganizatorem kilkuset festiwali i przeglądów filmowych w Polsce i w Europie,  dyrektorem artystycznym festiwali: Kino na Granicy w Cieszynie (od 2015), Grand Prix Komeda (od 2018) w Ostrowie Wielkopolskim, dyrektorem programowym Festiwalu Wajda na Nowo" w Suwałkach (od 2021), „Alchemia Kina” w Zamościu (od 2018), "Natura Kina" w Pińczowie (od 2023), "Arcymistrzowie Kina" w Gdyni (od 2024), oraz kuratorem programowym festiwalu Tofifest w Toruniu (od 2019).
Jest ambasadorem projektu „Kultura Dostępna w Kinach” realizowanego przez Narodowe Centrum Kultury (od 2016), kuratorem filmowym Małopolskiego Ogrodu Sztuki w Krakowie (od 2013), członkiem kapituły Paszporty Polityki w kategorii film (od 2010).
Jest członkiem Europejskiej Akademii Filmowej (od 2015), Międzynarodowej Federacji Krytyków Filmowych FIPRESCI (od 2011), Polska Akademia Filmowa (od 2024), Stowarzyszenie Filmowców Polskich, Stowarzyszenie Autorów ZAiKS, oraz Międzynarodowego Stowarzyszenia Krytyków Teatralnych (od 2015), gdzie zasiada w kapitule Nagrody im. Stefana Treugutta dla najlepszego Teatru Telewizji (od 2015). Jest ekspertem Polskiego Instytutu Sztuki Filmowej (2006–2024) oraz Ministerstwo Kultury i Dziedzictwa Narodowego (2024).
Otrzymał wiele nagród: dwukrotny laureat Nagroda Polskiego Instytutu Sztuki Filmowej w kategoriach „książka roku” i „krytyk roku” (2018, 2019), laureat „Złotej Róży” (2013), statuetki „Uskrzydlonego” (2011), „Dziennikarskiej Weny” (2013), „ArtKciuka” (2018), oraz medalu województwa małopolskiego Polonia Minor (2018). W 2020 roku otrzymał order „Zasłużony dla Kultury Polskiej” za budowanie mostów kulturowej przyjaźni pomiędzy Polakami, Czechami i Słowakami, a także za tworzenie unikatowej marki „Kina na Granicy”. W 2022 roku otrzymał pierwszą w historii Nagrodę "Klaps"  dla "krytyka filmowego roku". W 2024 otrzymał Nagrodę Specjalną Festiwalu "Kozzi Film" - "Sowa". W październiku 2024 Prezydent Tarnowa uhonorował Łukasza Maciejewskiego tytułem "Ambasadora Tarnowa".
Jest bratankiem malarza i profesora krakowskiej Akademii Sztuk Pięknych im. Jana Matejki, Zbysława Marka Maciejewskiego (1946−1999), bratankiem doktor chemii Hanny Bartnickiej (1940-1997), oraz siostrzeńcem czołowego polskiego i światowego ekonometryka i statystyka, profesora Uniwersytetu Ekonomicznego w Krakowie , prof. dr hab. Aleksandra Zeliasia (1939-2006).

## Kariera
Współpracuje z wieloma czasopismami i portalami. Jest stałym felietonistą i recenzentem filmowym i teatralnym Interii, recenzentem filmowym portalu Narodowe Centrum Kultury („Kultura Dostępna w Kinach”), felietonistą „Kalejdoskopu Łódzkiego”, "Jazz Forum", stałym współpracownikiem miesięcznika "Kraków i Świat", stałym recenzentem teatralnym miesięcznika "Yorick" i portalu AICT, współpracownikiem "Scen Polskich", miesięcznika Teatr, "Théâtre Le Public", "Notatnika Teatralnego". Współpracuje także z kwartalnikiem Bardziej Kochani, Magazynem "Wiadomości Zaiksu", miesięcznikiem Dialog (Niemcy), Rocznikiem Sopockim, w latach 2009–2019 publikował recenzje na portalu HBO Polska. Publikował także między innymi w Polityka, Przekrój, Tygodnik Powszechny, Wprost, Film, Kino, Kwartalnik Filmowy, Film na Świecie, Teatr, Nowy Napis,  Dekada Literacka, Wena, TEMI, Odra, Znak, Ruch Muzyczny, Machina, Rzeczpospolita, Gazeta Wyborcza, Dziennik, Filmweb, Dwutygodnik, Onet. Od 2010 roku dla Gazeta Krakowska przygotuje coroczny "Ranking Aktorów Krakowskich".
Jest członkiem Koła Piśmiennictwa Stowarzyszenia Filmowców Polskich (od 2011), był członkiem Rady Kultury przy Prezydencie Tarnowa (2013–2017), ekspertem Krakow Film Comission (2018), jurorem Konkursu Scenariuszowego Trzy Korony (2017–2018) oraz ekspertem Dolnośląskiego Funduszu Filmowego (2022), Mazovia Warsaw Film Commission (2015), Śląskiego Funduszu Filmowego (2021), jest członkiem Rady Programowej AMA Film Academy oraz kapituły Grand Off Światowe Nagrody Filmowe Niezależnych.
Był jurorem wielu festiwali filmowych i teatralnych na świecie, m.in. w Rabacie, Montrealu, Karlovych Varach, Podgoricy, Agadirze, Skopje, Chociebużu, Austin i Pusanie, oraz kilkudziesięciu festiwali w Polsce (m.in. w Łodzi, Legnicy, Toruniu, Warszawie, Koszalinie, Wrocławiu, Bydgoszczy, Koninie, Tarnowie, Zielonej Górze, Krakowie, Sopocie, Inowrocławiu, Barcinie, Jeleniej Górze, Kaliszu, Płocku, Sandomierzu, Sokołowsku, Starym Sączu, Świnoujściu, Zamościu, Radomiu, Poznaniu). Gospodarz Pol’and’Rock Festival (od 2024), gospodarz konferencji prasowych na Festiwal Polskich Filmów Fabularnych w Gdyni (od 2011).
Był kuratorem sekcji filmowej festiwalu „Isola Del Cinema” w Rzymie (2012–2014), jest gospodarzem cyklu „Łukasz Maciejewski zaprasza” na Letniej Akademii Filmowej w Zwierzyńcu (od 2018), oraz serii spotkań pod hasłem "Seans z gwiazdą" w Ciechanowie (od 2016). W 2022 roku wziął udział w "Debacie Oxfordzkiej" w Teatrze Polskim w Warszawie. 
Współpracuje z DKF „Oskard” w Koninie (od 2015), z „Akademią Filmu Polskiego” w Muzeum Kinematografii w Łodzi (od 2017), z Teatr Łaźnia Nowa w Krakowie, gdzie jest kuratorem autorskiego programu „Akademia Filmu Polskiego Łukasza Maciejewskiego” (od 2017). 
Od 2013 w Teatr im. Juliusza Słowackiego w Krakowie, na scenie Małopolski Ogród Sztuki w Krakowie prowadzi autorski cykl "Przywrócone arcydzieła" prezentując największe arcydzieła polskiego kina. 
Jest gospodarzem podcastu wideo "STARTyści", realizowanego dla Związku Zawodowego Aktorów Polskich (od 2023), oraz podcastu edukacyjnego "Cisza, kamera, akcja" realizowanego dla Europa Cinemas (2023).
Od 1999 pracuje jako doradca programowy pracuje w Mościckim Centrum Kultury, a od 2010 Centrum Sztuki Mościce. Od 2007 prowadzi tam autorski cykl spotkań „Goście Łukasza Maciejewskiego”. W latach 2010–2023 we Wrocławiu w Dolnośląskie Centrum Filmowe był  gospodarzem „Magla filmowego” – spotkań z ludźmi kina. W latach 2014-2023 prowadził comiesięczne autorskie cykle filmowe w warszawskiej Bibliotece im. Staszica: „Aktorki na Bielanach” oraz „Kino za Rogiem w Bibliotece”, od 2021 roku jest gospodarzem dwóch cykli w Białołęckim Ośrodku Kultury w Warszawie: "Spotkania Filmowe", oraz "Rozmowy Łukasza Maciejewskiego".
Wystąpił w filmach dokumentalnych Zawód reżyser – Agnieszka Holland (2008) w reżyserii Piotra Stasika, Andrzej Barański (2007) w reżyserii Leiva Igora Devolda, w drugim odcinku serialu dokumentalnego Blok (2018) w reżyserii Tomasza Knittela. W 2016 zagrał samego siebie w eksperymentalnym dokumencie kreacyjnym Zenon w reżyserii Huberta Klimko-Dobrzanieckiego, a w 2023 wystąpił w szóstym odcinku serialu Absolutni debiutanci. W 2022 roku wystąpił w filmie "Tajemnica Lema" w reżyserii Wojciecha Kusia. Był konsultantem scenariuszowym filmu Słoń, filmu Rój oraz autorem treatmentu filmu Asiunia. Jako Konferansjer wystąpił w spektaklu "Persona 2" w reżyserii Magdaleny Łazarkiewicz.
W telewizji był pierwszym gospodarzem dnia filmowego w TVP Kultura. Prowadził krakowski magazyn filmowy Projektor w TVP3 oraz magazyn Bilet do kina w kanale nFilm HD, współpracuje z magazynem „Aktualności Filmowe” w Canal+ oraz programem „Niedziela z” w TVP Kultura. Występuje jako stały ekspert filmowy i komentator w Tygodnik Kulturalny (od 2012), oraz podcastu "Nowy Tygodnik Kulturalny" (2020-2024).

## Nagrody
W 2011 został wyróżniony nagrodą „Uskrzydlony” Tarnowskiej Fundacji Kultury za „wybitne osiągnięcia w dziedzinie krytyki filmowej, eseistyki teatralnej”.
W 2012 został uhonorowany „Złotą Różą” TEMI dla największej osobowości Tarnowa w 2011 za „najwyższy poziom dziennikarstwa kulturalnego oraz nową jakość w filmowej krytyce – prasowej i telewizyjnej”. W 2012 otrzymał Nagrodę Krakowska Książka Miesiąca przyznaną za tom Aktorki. Spotkania.
Siedmiokrotnie nominowany do tytułu „Człowieka Roku Małopolski” „Gazety Krakowskiej” (2012, 2015, 2016, 2018, 2019, 2022, 2024). Jest laureatem „Złotej Róży 2013” za książki Aktorki i Wszystko jest lekko dziwne.
Jest laureatem „Dziennikarskiej Weny” (2013) – nagrody prezydenta Tarnowa „za dziennikarską cnotę w krytyce filmowej i telewizyjnej” oraz za dwie książki Aktorki i Wszystko jest lekko dziwne.
Był finalistą Nagrody „Bestsellera Empiku” 2013 za wywiad rzekę z Danutą Stenką Flirtując z życiem.
Dwukrotnie uhonorowany Nagroda PISF. Czterokrotnie był nominowany do tej nagrody: dwukrotnie w kategorii krytyka filmowa (2014, 2019 – laureat), w kategorii książka roku (2018 – laureat), oraz wydarzenie filmowe (2018). W 2018 otrzymał Nagrodę Złotego ArtKciuka na Festiwalu Sztuk Miasto Gwiazd w Żyrardowie dla Osobowości Roku oraz Medal „Polonia Minor”, przyznany przez marszałka Małopolski za wieloletnią pracę na rzecz wzbogacania życia kulturalnego Małopolski i jej mieszkańców. W 2021 otrzymał odznakę "Zasłużony dla Kultury Polskiej", a w 2022 pierwszą w historii statuetkę "Klaps" dla Krytyka Filmowego Roku. W 2024 otrzymał nagrodę "Sowa" - "Przyjaciela Kozzi Film Festiwal". W październiku 2024 podczas uroczystej gali, Prezydent Tarnowa, Jakub Kwaśny, wręczył Łukaszowi Maciejewskiemu tytuł „Ambasadora Tarnowa”, przyznawany raz w roku osobom szczególnie zasłużonym w zakresie twórczej pracy dla miasta i godnie reprezentującym Tarnów na arenie międzynarodowej. 

## Publikacje książkowe
- Autorzy kina polskiego (praca zbiorowa), wyd. Rabid, Kraków 2004
- Tarnów z Melpomeną pod rękę. 50 lat Tarnowskiego Teatru im. Ludwika Solskiego (praca zbiorowa), wyd. Tarnowski Teatr, Tarnów 2004
- 30 Najważniejszych programów TV w Polsce (praca zbiorowa), wyd. Trio, Warszawa 2005
- Kino polskie wobec umierania i śmierci (praca zbiorowa), wyd. Akademia Bydgoska, Bydgoszcz 2005
- Autorzy kina europejskiego (praca zbiorowa), wyd. Rabid, Kraków 2006
- Tako rzecze... Lem (praca zbiorowa), wyd. Hranitel, Moskwa, Rosja 2006
- Na peryferiach dwóch miast (praca zbiorowa), wyd. Teatr Ludowy, Kraków 2006
- Filmowe zwierciadła Europy (praca zbiorowa), wyd. Wers, Bydgoszcz 2006
- Marek Koterski (współautor: Ewa Mazierska) / broszura, wyd. Filmoteka Narodowa, Warszawa 2006
- Głosy wolności. 50 lat polskiej szkoły filmowej (praca zbiorowa), wyd. Skorpion, Warszawa 2007
- Przygoda myśli. Rozmowy obok filmu, wyd. Trio, Warszawa 2009
- Lem (praca zbiorowa), wyd. Hranitel, Moskwa, Rosja 2009
- Zanussi. Przemiany (praca zbiorowa), wyd. korporacja Ha!art, Kraków 2009
- Operowa Małopolska, wyd. Opera Krakowska, Kraków 2010
- Roman Polański – dwujęzyczny album DVD poświęcony szkolnym etiudom Romana Polańskiego, wyd. PWSFTviT, Łódź 2011
- W stronę kina filozoficznego (praca zbiorowa), wyd. WAM, Kraków, 2011
- Żmijewski. Przewodnik „Krytyki Politycznej” (praca zbiorowa), wyd. Krytyka Polityczna, Warszawa 2012
- Lupa. Theatre (praca zbiorowa), wyd. Yale University Press, New Heaven, USA 2012
- Od Jane Austen do Iana McEwana. Adaptacje literatury brytyjskiej (praca zbiorowa), wyd. Fundacja Kino, Warszawa 2012
- Wobec metafizyki. Filozofia-sztuka-film (praca zbiorowa), wyd. WAM, Kraków 2012
- Wszystko jest lekko dziwne. Jerzy Radziwiłowicz w rozmowie z Łukaszem Maciejewskim, wyd. Wielka Litera, Warszawa 2012
- Aktorki. Spotkania, wyd. Świat Książki, Warszawa 2012
- Polskie piśmiennictwo filmowe (praca zbiorowa), wyd. Uniwersytetu Kazimierza Wielkiego, Bydgoszcz 2013
- Konrad Eberhardt (praca zbiorowa), wyd. Wydawnictwo Naukowe Scholar, Warszawa 2013
- Flirtując z życiem. Danuta Stenka w rozmowie z Łukaszem Maciejewskim, wyd. Znak, Kraków 2013
- Aktorki. Portrety, wyd. Znak, Kraków 2015 (drugie wydanie – 2017)[65]
- Rysa na raju. My i niepełnosprawni (praca zbiorowa), wyd. Stowarzyszenie Rodzin i Opiekunów Osób z Zespołem Downa „Bardziej Kochani”, Warszawa 2015
- Mapa teatru publicznego (praca zbiorowa), wyd. Instytut Książki – Dział Wydawnictw, Warszawa 2015
- Europejskie kino gatunków (praca zbiorowa), wyd. Uniwersytet Jagielloński, Kraków 2016
- Aleksandra Zienowicz, Ewa Serwatka, Psychologia osiągnięć dla twórców filmowych (bohater), wyd. Wojciech Marzec, Warszawa 2017
- Aktorki. Odkrycia, wyd. Społeczny Instytut Wydawniczy „Znak”, Kraków 2017[66]
- Krystian Lupa, Łukasz Maciejewski, Koniec świata wartości. The end of the world of values, wyd. Państwowa Wyższa Szkoła Filmowa, Telewizyjna i Teatralna im. Leona Schillera w Łodzi, Łódź 2017[67]
- Flirtując z życiem. Danuta Stenka w rozmowie z Łukaszem Maciejewskim. Nowe wydanie, wyd. Społeczny Instytut Wydawniczy „Znak”, Kraków 2018[68]
- Punkty zwrotne (praca zbiorowa), wyd. Osnova, Warszawa 2019
- 45. The Best of... Kalejdoskop. Felietony (praca zbiorowa), wyd. Łódzki Dom Kultury, Łódź 2019
- Bagatela. 100 lat (praca zbiorowa), wyd. Teatr Bagatela, Kraków 2019
- Wpadnij, to pogadamy... Krzysztof Orzechowski w rozmowie z Łukaszem Maciejewskim, Kraków 2020[69]
- Krystian Lupa – artysta i pedagog (praca zbiorowa), Kraków 2021[70]
- Zygmunt Malanowicz (1938-2021) (praca zbiorowa), wyd. Teatr Nowy, Warszawa 2021[71][72],
- 60 lat. Warszawska Opera Kameralna (praca zbiorowa). Warszawa 2021[73]
- Wyśniona historia kina na Podlasiu (autor wprowadzenia), wyd. Białostocki Ośrodek Kultury, Białystok 2022[74]
- Andrzej Fidyk. Dziwny koniec XX wieku (praca zbiorowa), wyd. Słowo/obraz terytoria, Gdańsk 2022[75]
- Zygmunt Józefczak. Aktor Starego we wspomnieniach (praca zbiorowa), wyd. Ewa Steinhardt, Kraków 2023.
- Jan Nowicki, Szczęśliwy bałagan (przedsłowie), wyd. Oficyna Jana, Kielce 2023[76].
- Krystian Lupa. Artysta. Wizjoner (praca zbiorowa), wyd. Teatr Powszechny w Łodzi, Łódź 2023[77].
- Andrzej Pągowski, Plakat. Poster (praca zbiorowa), wyd. Kreacja Pro, Warszawa 2023.
- Obraz i Słowo Tomek Sikora, Artur Wolski (praca zbiorowa), wyd. Boni Libri, Warszawa 2023[78].
- Kieślowski, Wajda, Morgenstern. Na nowo w plakatach Andrzeja Pągowskiego (autor wstępu), wyd. Miejska Galeria Sztuki w Częstochowie, Częstochowa 2024[79].
- Wacław Krupiński, KULTURAŁKI czyli lustro. Felietony z "Dziennika Polskiego" z lat 2000-2017 (autor wstępu), wyd. Universitas, Kraków 2024[80]